# Szemináriumi palota (Lecce)
A leccei szemináriumi palotát 1694-1709 között építtette barokk stílusban Michele Pignatelli püspök, Giuseppe Cino tervei alapján. 

## Leírása
A palota a Piazza del Duomón áll, a dómmal átellenben. A háromszintes épület főhomlokzata a leccei barokk egyik legszebb példája. A homlokzatot díszítő lizénák oszlopfői korinthoszi stílusban vannak kialakítva. A homlokzatra nyíló ablakok kereteit gazdag, virágmotívumos faragások díszítik. Az első emelet felett egy kiugró balusztrád fut végig a homlokzaton. A második szint szegényesebb kialakítású, ugyanis később építették fel. A főhomlokzat dísze a központi fekvésű bejárat feletti íves terasz három árkáddal.
Az épületet a katolikus egyház iskolaként használta. Ma múzeum és könyvtár működik benne. Az épület belsejében található kis kápolna 1696-ban épült. 